# BNN
BNN (anteriormente llamada Bart's News Network, parodiando a CNN) fue una organización pública de radio y televisión de los Países Bajos, que forma parte de la Nederlandse Publieke Omroep. Fue fundada en 1997 por Bart de Graaff y debe su nombre al acrónimo Bart's Neverending Network. Su programación se enfoca principalmente a los jóvenes de entre 13 y 30 años. Algunos de los programas de la organización han sido objeto de polémica, como fue el caso un programa ficticio de telerrealidad realizado en 2007 que pretendía ayudar a crear conciencia sobre la escasez de donantes de órganos en los Países Bajos.
En 2014 se fusionó con la radiodifusora VARA para crear el grupo BNNVARA.

## Historia
Los orígenes de BNN se remontan al programa de televisión "Bart's News Network" presentado por Bart de Graaff en el canal Verónica. 
El 15 de agosto de 1997, BNN se convierte en una organización pública bajo el nombre de Brutaal News Network (en español: Cadena de Noticias flagrantes). Más tarde el nombre sería cambiado a Bart's Neverending Network luego de que Bart de Graaff falleciera producto de una insuficiencia renal producida por el rechazo de un riñón que había recibido mediante un trasplante en 1999.

## Programación
Si bien la sociedad holandesa es liberal respecto a temas como el sexo y las drogas, algunos programas emitidos por BNN han sido considerados como controversiales.
Algunos de los programas más polémicos producidos por la BNN incluyen "Neuken doe je zo!" (traducible como "¡Así es como se folla!"), en el cual se conversa sobre temas sexuales de forma que sea interesante para los adolescentes o "Spuiten & Slikken" donde se discute acerca del sexo y el consumo de drogas. En 2006, el programa "Try before you die", en el cual los presentadores intentaban hacer cosas que la gente piensa que se deben hacer al menos una vez en su vida, alcanzó fama mundial cuando Sander Lantinga hizo streaking durante un partido de cuartos de final del Campeonato de Wimbledon entre Elena Dementieva y María Sharápova.
En mayo de 2007, cinco años después de la muerte de Bart de Graff, la BNN presentó "De Grote Donorshow" (o "El gran donante"), una iniciativa para promover la donación de órganos. El programa consisistía en un concurso, en el que tres paricipantes competían por un riñón donado por una mujer que sufría una enfermedad terminal. El programa de emitió el 1 de junio, pero luego de la emisión del mismo se reveló que se trataba de una simulación, buscando con ello llamar la atención sobre el bajo número de donantes de órganos en el país.
Sin embargo, la BNN también produce programas de entretención, como "Nu we er toch zijn" ("Mientras aquí haya alguien") en donde se pone a prueba la hospitalidad de los holandeses; o "De Lama's", que es la versión local de "Whose line is it anyway?".
También, la corporación ha realizado programas médicos, como "Je zal het maar hebben" ("Podrías haber sido tú") y "Over mijn lijk" ("Sobre mi cadáver"), en el cual jóvenes discapacitados hablan sobre sus discapacidades.